# Mike Dash
Mike Dash (1963) è uno scrittore e storico britannico.

## Biografia
Mike Dash è nato a Londra nel 1963 ed è ricercatore presso l'Università di Cambridge.
Nel 2000 racconta la storia della bolla dei tulipani in La febbre dei tulipani, nel 2002 descrive il naufragio del Batavia in Il cimitero del Batavia e nel 2009 pubblica una saggio sulla Cosa nostra statunitense, C'era una volta la Mafia.
Dash ha tenuto il blog A Blast from the Past e collabora con la rivista Smithsonian.

## Opere
- The Limit: Engineering at the Boundaries of Science. BBC, 1995. ISBN 0-563-37117-X
- Al di là dei confini. Un'indagine appassionante e completa tra scienza e mistero (Borderlands: The Ultimate Exploration of the Unknown). Dell, 1997. ISBN 88-7972-275-1
- La febbre dei tulipani. La prima grande crisi economica della storia (Tulipomania: The Story of the World's Most Coveted Flower & the Extraordinary Passions It Aroused). Crown, 2000. ISBN 0-609-60439-2
- Il cimitero del Batavia. Una storia di naufragio, follia e morte nei mari del Sud (Batavia's Graveyard: The True Story of the Mad Heretic Who Led History's Bloodiest Mutiny). Weidenfeld & Nicolson, 2002. ISBN 0-575-07024-2
- Thug: The True Story of India's Murderous Cult. Granta Books, 2005. ISBN 1-86207-604-9
- Satan's Circus: Murder, Vice, Police Corruption, and New York's Trial of the Century. Crown Publishing, 2007. ISBN 978-0-307-39522-1
- C'era una volta la mafia. La storia mai raccontata della mafia americana (The First Family: Terror, Extortion and the Birth of the American Mafia). Simon & Schuster, 2009. ISBN 978-1-84737-173-7